# Sterna vittata
La sterna antartica (Sterna vittata, Gmelin, 1789), è un uccello della sottofamiglia Sterninae nella famiglia Laridae.

## Tassonomia
Sterna vittata ha 5 sottospecie:
- Sterna vittata tristanensis
- Sterna vittata georgiae
- Sterna vittata gaini
- Sterna vittata vittata
- Sterna vittata bethunei

## Distribuzione e habitat
Questa sterna vive in Antartide, sulle Crozet, sulle Kerguelen, sull'Isola Bouvet, sulle Isole Heard e McDonald, sulle isole della Georgia del Sud e delle Sandwich Australi, sulle Isole Falkland, su Sant'Elena, Tristan da Cunha e Isola di Ascensione, in Argentina, Cile, Uruguay e Brasile, in Sudafrica, in Australia e Nuova Zelanda e le sue dipendenze australi (Isole Antipodi, Isole Campbell, Isole Auckland, etc.).